# Chris Cockrell
Chris Cockrell es un músico estadounidense, que formó Sons of Kyuss junto a Brant Bjork, John Garcia y Josh Homme. La banda luego acortó su nombre a Kyuss y el grupo disfrutó de un éxito moderado a comienzos de la década de 1990. 
Poco después de dejar Sons of Kyuss, Cockrell formó Evolution's End con la cual grabó una serie de demos. Luego formó parte de Solarfeast, con quienes lanzó el LP Gossamer en 1995.
Cockrell se mudó a Chicago donde compuso música para el álbum Prey for the City de Vic du Monte. El formó Vic du Monte's Persona Non Grata en 2005 con el músico y productor inglés James Childs y el exbaterista de Kyuss Alfredo Hernández. 